# Фінал кубка СРСР з футболу 1973
32-й фінал кубка СРСР з футболу відбувся на Центральному стадіоні в Москві 10 жовтня 1973 року. У грі взяли участь київське «Динамо» і єреванський «Арарат».

## Претенденти
- «Динамо» (Київ) — п'ятиразовий чемпіон СРСР (1961, 1966, 1967, 1968, 1971), триразовий володар кубка СРСР (1954, 1964, 1966).

- «Арарат» (Єреван) — віце-чемпіон СРСР (1971), фіналіст кубка СРСР (1954).

## Шлях до фіналу
| «Арарат» | «Арарат» | Етап    | «Динамо»   | «Динамо»          |
| -------- | -------- | ------- | ---------- | ----------------- |
|          |          |         |            |                   |
| Суперник | Рахунок  | Плей-оф | Суперник   | Рахунок           |
| «Алга»   | 1-0, 1-0 | 1/16    | «Металіст» | 3-0, 3-0          |
| «Нефтчі» | 1-0, 3-1 | 1/8     | «Кайрат»   | 1-1, 2-1          |
| «Зоря»   | 2-0, 0-1 | 1/4     | ЦСКА       | 2-0, 3-0          |
| «Дніпро» | 1-0, 1-0 | 1/2     | «Динамо» М | 1-1, 1-1 пен. 6-5 |

## Деталі матчу
| 10 жовтня 1973 |

| «Арарат»         | 2 – 1 | «Динамо»           |
| ---------------- | ----- | ------------------ |
| Іштоян 89', 103' | Звіт  | Колотов 61' (пен.) |

| Центральний стадіон (Москва) Глядачів: 60 000 Арбітр: Казаков (Москва) |

|                |                     |     |
|                |                     |     |
| ВР             | Альоша Абрамян      |     |
| ЗХ             | Санасар Геворкян    | 20' |
| ЗХ             | Арменак Саркісян    |     |
| ЗХ             | Олександр Коваленко | 75' |
| ЗХ             | Норайр Месропян     |     |
| ПЗ             | Аркадій Андріасян   |     |
| ПЗ             | Сергій Бондаренко   | 73' |
| НП             | Левон Іштоян        |     |
| НП             | Едуард Маркаров     | 73' |
| ПЗ             | Оганес Заназанян    |     |
| НП             | Назар Петросян      |     |
| Заміни:        |                     |     |
| НП             | Сергій Погосов      | 73' |
| НП             | Микола Казарян      | 73' |
| Тренер:        |                     |     |
| Микита Симонян |                     |     |

|                   |                    |     |
|                   |                    |     |
| ВР                | Валерій Самохін    |     |
| ЗХ                | Олександр Дамін    |     |
| ЗХ                | Віктор Матвієнко   |     |
| ЗХ                | Михайло Фоменко    |     |
| ЗХ                | Стефан Решко       |     |
| ПЗ                | Володимир Трошкін  |     |
| ПЗ                | Володимир Мунтян   |     |
| ПЗ                | Леонід Буряк       | 87' |
| ПЗ                | Віктор Колотов     |     |
| НП                | Володимир Веремєєв |     |
| НП                | Олег Блохін        | 88' |
| Заміни:           |                    |     |
| ЗХ                | Валерій Зуєв       | 87' |
| ЗХ                | Віктор Кондратов   | 88' |
| Тренер:           |                    |     |
| Олександр Севідов |                    |     |